# Sainte-Camelle
 Sainte-Camelle  es una población y comuna francesa, en la región de Languedoc-Rosellón, departamento de Aude, en el distrito de Carcasona y cantón de Salles-sur-l'Hers.

## Demografía
| 148 | 129 | 111 | 95 | 94 | 102 |
| Para los censos de 1962 a 1999 la población legal corresponde a la población sin duplicidades (Fuente: INSEE [Consultar]) |     |     |    |    |     |